# NGC 2827
NGC 2827 je galaksija u zviježđu Risu.

## Vanjske poveznice
- SEDS: NGC 2827